# Букник
«Бу́кник: еврейские темы и тексты» — российское ежедневно обновляемое интернет-издание, посвященное еврейской литературе и культуре. Главный редактор — Сергей Кузнецов. С «Букником» сотрудничают известные писатели, журналисты, переводчики, филологи, гебраисты, историки и так далее.

## История
«Букник» был создан в 2006 году компанией Sergey Kuznetsov Content Group (SKCG) при финансовой поддержке международного фонда AVI CHAI и The Chais Family Foundation. Автор первоначальной идеи — директор фонда AVI CHAI в бывшем Советском Союзе Дэвид Розенсон. Днем открытия проекта считается 2 июля 2006 года, однако день рождения Букника отмечается в июле и не привязан к конкретной дате.

## Идеология
«Букник» — междисциплинарный ресурс, посвященный еврейской литературе и культуре в самом широком понимании: еврейским текстам в общекультурном контексте и общекультурным темам в еврейской аранжировке, а также многим другим смежным областям и сквозным сюжетам. Согласно официальной информации о «Букнике», «сверхзадача проекта — показать на множестве примеров разнообразные траектории взаимного влияния культуры национальной и культуры мировой».
«Букник» освещает литературные и культурные события, «помещая их в широкий контекст современной литературы и классики, а также еврейской и околоеврейской культуры».
Ввиду заявленной широты контекста, «Букник» затрагивает множество аспектов еврейской и мировой культуры «от ритуального искусства до неоклезмера, от иудео-христианской полемики до каббалы, от библейских штудий до реформистского иудаизма, от антисемитизма до гендерных исследований».
Свою позицию создатели проекта формулируют следующим образом: «Booknik.ru представляет актуальный и объективный взгляд на еврейскую культуру — или, вернее, совокупность различных субъективных, но хорошо аргументированных взглядов. Мы максимально свободны от религиозной, политической, территориальной, языковой и прочей ангажированности при должном уважении ко всем группам и толкам. Нас одинаково интересует как мейнстрим, так и маргиналии еврейской культуры, как дружественное внимание со стороны, так и враждебные стереотипы. По нашему глубокому убеждению, такой подход оптимален в современной мультикультурной ситуации.».
Редакция сайта поддерживает утвердившуюся в последнее время в иудаике и еврейской культуре парадигму антивиктимности, в рамках которой еврейская роль в цивилизации и истории рассматривается скорее как активная и созидательная, чем как пассивная и страдательная.

## Редакция
В разное время членами редакции сайта «Букник» были: писатель Марина Степнова, журналист и кинокритик Ксения Рождественская, редактор и переводчик Анастасия «Настик» Грызунова, испанист и переводчик Анна Школьник, гебраист-медиевист Галина «Гила» Зеленина, редактор и переводчик Ася Вайсман, журналист и редактор Анна Немзер, журналист и историк Наталья Конрадова и другие.
В данный момент главным редактором «Букника» остается неизменный Сергей Кузнецов, шеф-редактор — Линор Горалик, редактор — Мария Вуль.

## Рубрикация
Весь контент сайта поделен на четыре больших раздела — Вчера (материалы на исторические темы, обзоры архивных документов), Сегодня (все самое актуальное, повседневное, острообсуждаемое), Завтра (религиозная тематика, материалы «о вечном», о возможном «завтра» и Библиотека (художественное чтение, отрывки из книг).
Разделы Вчера, Сегодня и Завтра поделены на рубрики-проекты, названия которых отражают их содержание.

## «Booknik Reader»
С ноября 2007 по декабрь 2012 года выходило печатное издание «Букника» — ежеквартальная 16-полосная полноцветная газета «Booknik Reader». С ноября 2008 года тираж «Booknik Reader» составлял 50 тысяч экземпляров, которые распространялись бесплатно — по подписке, а также в клубах и книжных магазинах России и Израиля. С декабря 2012 года выпуск газеты прекращен.

## «Букник-младший»
С августа 2008 года существует проект «Букник-младший» (family.booknik.ru) — для родителей и детей. Создатели «Букника-младшего» так описывают проект: «Family.Booknik — проект сайта Booknik.ru, посвященный вопросам, волнующим современных родителей, вне зависимости от их национальности, гражданства, возраста и социального статуса. Таких вопросов — тысячи. Какие книжки читать маленьким детям и что подсунуть не любящему читать школьнику? Чем заняться на досуге, куда поехать на каникулы? Какое кино показать и что сделать, чтобы дети полюбили музыку? Как выбрать школу, как растить ребенка в мультикультурной среде и вообще, как правильно его растить. Аудитория Family.Booknik — не только родители, но и дети. Для них мы публикуем рассказы, сказки, стихотворения».

## «Букник-шоу»
Несколько раз в год «Букник» организовывал «Букник-шоу» — тематические офлайн-мероприятия, приуроченные к значительным событиям московской культурной жизни (Международная книжная ярмарка NON/FICTION, Московская международная книжная выставка ярмарка на ВВЦ, серии клубных мероприятий «Читай, город», устраиваемые газетой «Книжное обозрение», и др.), а также «День рождения Букника» в первой половине июля. Чаще всего «Букник-шоу» проходят в формате концертов, либо литературных вечеров, либо сочетания того и другого.
В разное время в «Букник-шоу» принимали участие Псой Короленко, Лев Рубинштейн, Умка, Алексей Паперный, Гарик Осипов, «Опа новый год», «Дер Партизанер Киш», Алла Иошпе и Стахан Рахимов, Александр Левенбук, Андрей Усачёв и многие другие.

## Дух сайта
«Букник», будучи названием проекта, является также именем виртуального персонажа, от чьего имени написана часть материалов сайта. Создатели проекта считают этот персонаж духом сайта «Букник».

## Награды
- Премия «Человек года» в номинации «Журналистика» (2011 год, Федерация Еврейских общин России)[8].